# Цумштег, Иоганн Рудольф
Иоганн Рудольф Цумштег (Johann Rudolf Zumsteeg; 10 января 1760, Лауда-Кёнигсхофен  — 27 января 1802, Штутгарт) — немецкий композитор, автор баллад и песен, из которых многие написаны на стихи Шиллера и Бюргера. Цумштег считается первым немецким композитором, который писал баллады с фортепианным аккомпанементом, отличавшимся картинностью и содержательностью. Баллады эти имели огромный успех, так же, как и романсы.

## Биография
Родился в семье одного из камердинеров герцога Вюртембергского. В возрасте десяти лет был отдан в военную академию «Высшая школа Карла» в Штутгарте, позднее там же изучал скульптуру. Но его музыкальные способности были замечены на уроках музыки у Иоганна Фридриха Зейберта, затем Цумштег занимался виолончелью под руководством Эберхарда Мальтерра и наконец перешёл к изучению композиции у придворного капельмейстера Агостино Поли (1739—1793), рьяного апологета итальянской музыкальной традиции. В ученические годы познакомился он и с поэтом Фридрихом Шиллером. Два юноши стали друзьями, а Цумштег положил музыку на многие из стихов Шиллера.
Цумштег являлся знаменитым выпускником швабской песенной школы в области баллады и песни. Был одним из непосредственных предшественников Ф. Шуберта. Лучшие баллады Цумштега приобрели значительную популярность и определенно повлияли на Шуберта.
В 1781 г. Цумштег завершил своё образование и поступил виолончелистом в Штутгартский придворный оркестр. Четыре года спустя он начал преподавать в Высшей школе Карла. В 1791 году он был назначен руководителем немецкого репертуара в придворном оперном театре, годом позже сменил Поли в должности капельмейстера. С 1785 по 1794 преподавал в герцогской военной академии. Умер от инсульта.
Творческое наследие Цумштега наряду с песнями включает несколько опер и хоровую музыку. Дочь Цумштега Эмилия также стала пианисткой и композитором.

## Сочинения

### Оперы
- Закон Татарский (1780)
- Возвращение на остров (1798)
- Павлиний праздник (1801)

### Баллады
- Леонора
- Дочь пастора из Голубиной рощи
- Кающаяся
- Похищение
- Песня верности
- Рыцарь Тоггенбург